# Юрген Шульт
Юрген Шульт (нім. Jürgen Schult, нар. 11 травня 1967, Гагенов, Мекленбург-Передня Померанія, НДР) — німецький легкоатлет, що спеціалізується на метанні диска, олімпійський чемпіон 1988 року, срібний призер Олімпійських ігор 1992 року, чемпіон світу, чемпіон Європи, призер чемпіонатів світу, рекордсмен світу.

## Кар'єра
| Рік                   | Змагання                       | Місто                   | Місце           | Примітки        |                 |
| Представник НДР       | Представник НДР                | Представник НДР         | Представник НДР | Представник НДР | Представник НДР |
| --------------------- | ------------------------------ | ----------------------- | --------------- | --------------- | --------------- |
| 1979                  | Чемпіонат Європи серед юніорів | Бидгощ, Польща          | 1               | 56.18 м         |                 |
| 1983                  | Чемпіонат світу                | Гельсінкі, Фінляндія    | 4               | 64.92 м         |                 |
| 1986                  | Чемпіонат Європи               | Штутгарт, Німеччина     | 7               | 64.38 м         |                 |
| 1987                  | Чемпіонат світу                | Рим, Італія             | 1               | 68.74 м         |                 |
| 1988                  | Олімпійські ігри               | Сеул, Південна Корея    | 1               | 68.82 м         |                 |
| 1990                  | Чемпіонат Європи               | Спліт, Югославія        | 1               | 64.58 м         |                 |
| Представник Німеччина |                                |                         |                 |                 |                 |
| 1991                  | Чемпіонат світу                | Токіо, Японія           | 6               | 63.12 м         |                 |
| 1992                  | Олімпійські ігри               | Барселона, Іспанія      | 2               | 64.94 м         |                 |
| 1993                  | Чемпіонат світу                | Штутгарт, Німеччина     | 3               | 66.12 м         |                 |
| 1993                  | Фінал Гран-прі IAAF            | Лондон, Велика Британія | 3               | 64.12 м         |                 |
| 1994                  | Чемпіонат Європи               | Гельсінкі, Фінляндія    | 3               | 64.18 м         |                 |
| 1995                  | Чемпіонат світу                | Гетеборг, Швеція        | 5               | 64.44 м         |                 |
| 1996                  | Олімпійські ігри               | Атланта, США            | 6               | 64.62 м         |                 |
| 1997                  | Чемпіонат світу                | Афіни, Греція           | 3               | 66.14 м         |                 |
| 1997                  | Фінал Гран-прі IAAF            | Фукуока, Японія         | 4               | 64.18 м         |                 |
| 1998                  | Чемпіонат Європи               | Будапешт, Угорщина      | 2               | 66.69 м         |                 |
| 1999                  | Чемпіонат світу                | Севілья, Іспанія        | 2               | 68.18 м         |                 |
| 1999                  | Фінал Гран-прі IAAF            | Мюнхен, Німеччина       | 5               | 64.94 м         |                 |
| 2000                  | Олімпійські ігри               | Сідней, Австралія       | 8               | 64.41 м         |                 |